# Лафайет (Колорадо)
Вижте пояснителната страница за други значения на Лафайет.
Лафайет (на английски: Lafayette) е град в окръг Боулдър, щата Колорадо, САЩ. Лафайет е с население от 28 328 жители (2017) и обща площ от 23,1 km². Намира се на 1588 m надморска височина. ЗИП кодът му е 80026, а телефонният му код е 303, 720.